# Ann Cunningham
Lady Ann Cunningham (vers 1580 - 1646), marquise d'Hamilton, est une aristocrate écossaise. Une des chefs de file du mouvement des covenantaires, elle mène une troupe de cavalerie mixte durant la bataille de Berwick en 1639.

## Biographie
Lady Ann naît vers 1580 à Glencairn dans le Dumfriesshire (Ecosse). Elle est la quatrième fille de James Cunningham, 7e comte de Glencairn, et de Margaret, fille de Sir Colin Campbell de Glenorchy, une famille connue pour son engagement précoce envers le protestantisme.
Elle épouse James Hamilton, 2e marquis de Hamilton, le 30 janvier 1603. Ils ont deux fils, James Hamilton, 1er duc de Hamilton (1606–1649) et William Hamilton, 2e duc de Hamilton (1616–1651) et trois filles, Lady Anne Hamilton (qui épousera Hugh, 7e comte d'Eglinton), Lady Margaret Hamilton (épousera John, comte de Crawford et Lindsay) et Lady Mary Hamilton (décédée en 1633, qui épousera James Douglas, 2e comte de Queensberry). Anne gère les domaines familiaux et améliore le travail du charbon et du sel.
Son époux meurt d'une fièvre le 2 mars 1625 à Whitehall à Londres.
Lorsque Charles Ier tente de convertir l'Ecosse à l'anglicanisme, Lady Ann défend activement l'église presbytérienne avec un rôle de leader du mouvement de résistance des covenantaires. Elle utilise son influence à la cour de Londres pour protéger les ministres non conformistes qui sont persécutés à l'époque pour leur prédication sans compromis.
Son fils, James Hamilton, se range du côté de Charles Ier. Lorsqu'il tente de débarquer une armée sur la côte écossaise en 1639, Lady Ann organise les défenses, lève une troupe de cavalerie et «sort avec un pistolet qu'elle jure de décharger sur son fils s'il tente de descendre à terre." Un correspondant de l'époque, Edward Norgate, écrit: "Elle va en armure et avec un pistolet sur le côté prêt à être chargé, et appelle sa présence, disant qu'elle enfouirait les balles dans ses boyaux."
Lors de la bataille de Berwick, le 5 juin 1639, sa cavalerie chevauche sous une bannière montrant une main repoussant un livre de prières avec la devise Pour Dieu, le roi, la religion et l'alliance.  
La lutte contre Charles Ier permet aux écossais d'obtenir le droit à une assemblée ecclésiale libre, l'église d'Ecosse, et à un parlement libre.
Lady Ann s'est finalement réconciliée avec son fils puisqu'il retourne à Hamilton en 1646. Elle meurt le 16 septembre 1647 dans le Midlothian.
Son arrière-arrière-petit-fils, Sir William Hamilton (1731-1803) est le mari d'Emma, Lady Hamilton, mieux connue comme la maîtresse de Lord Nelson.